# Gishalde TG
Die Gishalde ist eine Flur (Lokalname) in Schlatt im Kanton Thurgau.
In der Gishalde wurde früher mehrheitlich Kies abgebaut. Heute wird die daraus entstandene Kiesgrube als Trainingsstrecke für verschiedene Geländefahrzeuge genutzt. Die Gishalde liegt im Umgebungsbereich des nationalen Amphibienobjektes TG 93, befindet sich im Inventar der Amphibienlaichgebiete von nationaler Bedeutung und wird von seltenen Arten der Kreuzkröte und Laubfrosch besiedelt.

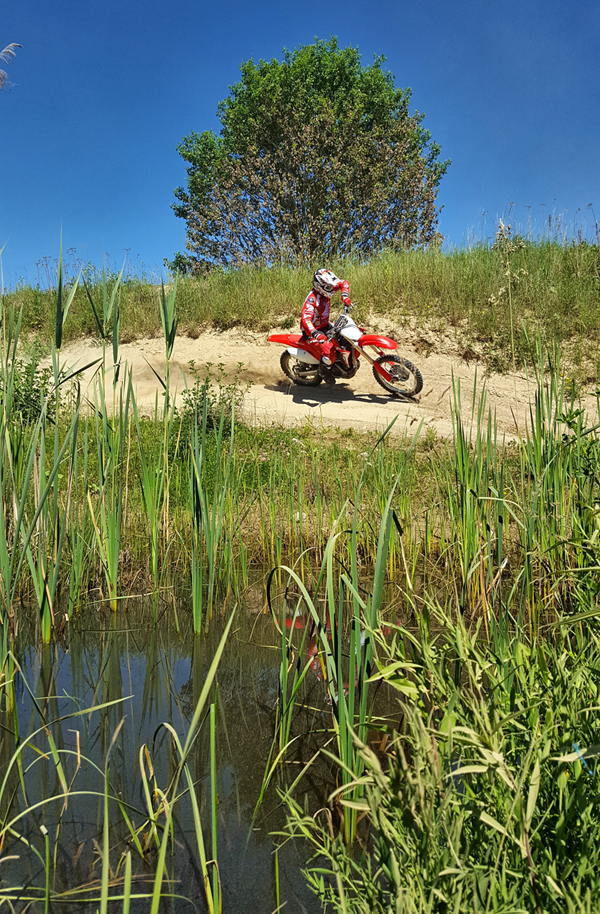
Biotope und Motocross in der Gishalde in der Gemeinde Schlatt TG

## Geschichte
In den 1990er Jahren wurde die Gishalde in eine Abbauzone umgezont. Nach dem Kiesabbau und der Wiederauffüllung sollte das Gelände ursprünglich zurück in die Landwirtschaftszone zurückgeführt werden. Die Kiesgrube in der Gishalde wurde 2006, nach 8 Jahren Planungs- und Bewilligungsverfahren, von der Gemeinde Schlatt TG an der Gemeindeversammlung stattdessen in die «Sportzone Gishalde» umgezont, kantonal gilt es als «Zone für spezielle Sportanlagen». Diese Zone in der Gishalde weist eine Fläche von 22'291 m³ auf. Die Anlage wird für Motocross und Mountainbike verwendet. Diese Sportzone ist die erste in dieser Art in der Schweiz. Verschiedene Ämter des Kantons Thurgau und Umweltverbände haben bei der Geländegestaltung mitgewirkt. Die Parzelle Gishalde wäre ohne die Umzonung zur Sportzone in die Landwirtschaftszone zurückgegangen, da die Abbauzone nur eine überlagerte Zone der Landwirtschaftszone darstellt. Die Erstellung der Motocross Strecke in der neu geschaffenen Sportzone ermöglichte die Erstellung von rund 50 Biotopen, welche zur Entwässerung der Strecke dienen. Ohne diese Sportzone würde in der Gishalde heute Ackerbau betrieben und es wäre somit kein Amphibienlaichgebiet.
2016 wurde eine Anpassung des Gestaltungsplanes beantragt, die unter anderem die Öffnungszeiten ändern soll. Zu diesen Änderungen wurde ein Planungsbericht der Gemeinde Schlatt erstellt.
Benutzt wird die Strecke insbesondere für das Motocross-Training und zu Schulungszwecken der MX-Academy von Christoph Möckli. Sie befindet sich in den thurgauischen Verzeichnissen der Sportanlagen von überregionaler und kantonaler Bedeutung sowie im schweizerischen Bundesinventar für Sportanlagen von nationaler Bedeutung (Nasak).